# Prapetno
Prapetno je naselje v Občini Tolmin.